# Wärmestube

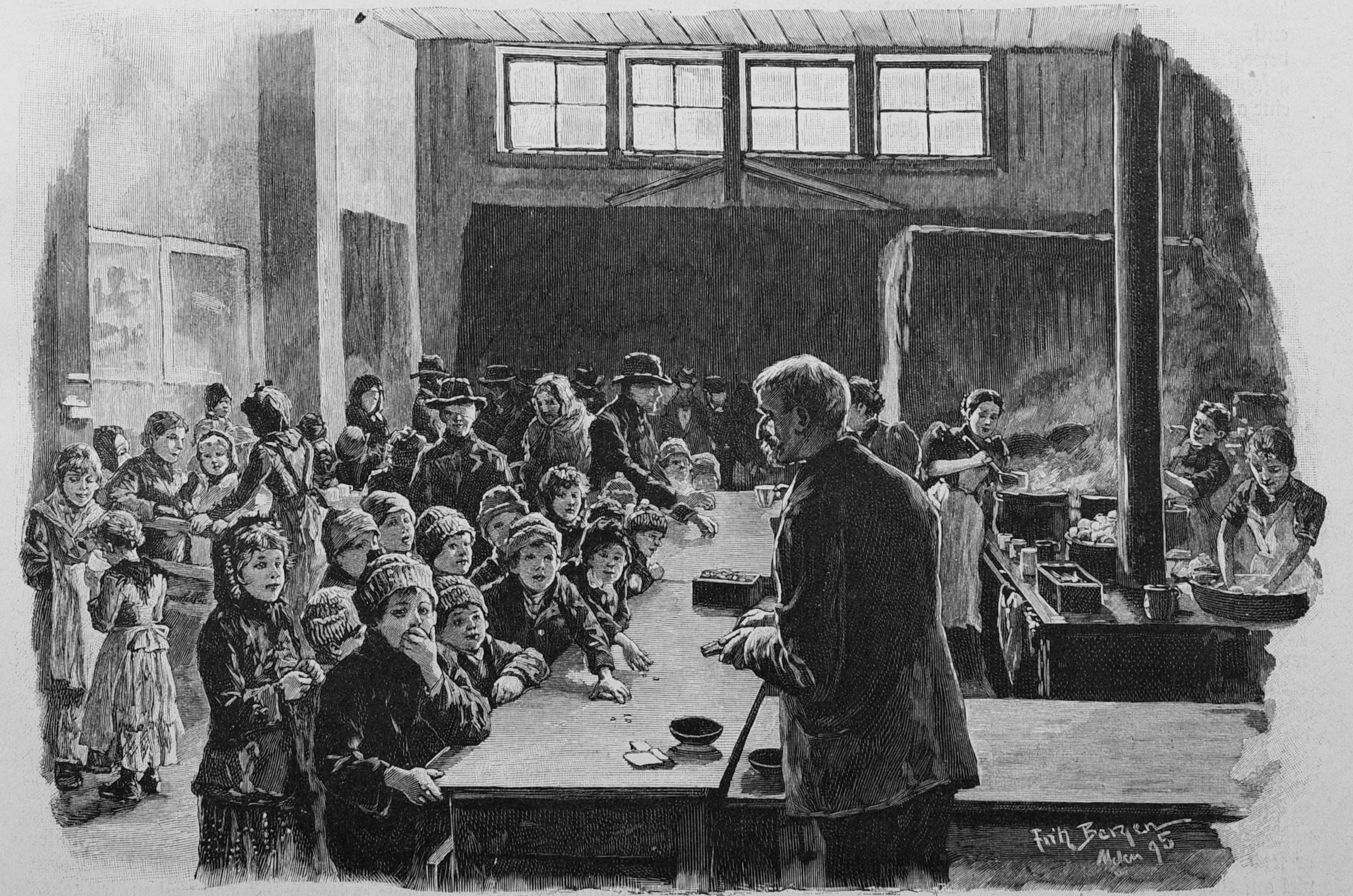
Wärmstube in München (1895)

Eine Wärmestube (früher auch: Wärmstube) ist ein beheizter Raum, in dem sich Bedürftige aufhalten können. Der Begriff bezeichnet allgemeiner auch eine ambulante Anlaufstelle für Wohnungslose, in der Regel einen Tagestreffpunkt.
Als Kalefaktorium bezeichnet man in Klöstern einen beheizbaren Raum, in dem sich die Mönche oder Nonnen im Winter aufhalten konnten. Mitunter wird mit Kalefaktorium auch nur der Raum unterhalb der eigentlichen Wärmestube gemeint, in dem das offene Feuer für die Heizung brannte. Der für den Betrieb der Wärmestube Verantwortliche war der calefactor (lat.) = Heizer. Daraus entwickelte sich die Bezeichnung Kalfaktor für einen Hilfsarbeiter für einfache Aufgaben.